# Гоннеза
Гоннеза, Ґоннеза (італ. Gonnesa, сард. Gonnesa) — муніципалітет в Італії, у регіоні Сардинія,  провінція Карбонія-Іглезіас.
Гоннеза розташована на відстані близько 450 км на південний захід від Рима, 60 км на захід від Кальярі, 14 км на північ від Карбонії, 8 км на південний захід від Іглезіас.
Населення — 5070 осіб (2014).
Щорічний фестиваль відбувається 30 листопада. Покровитель — Андрій Первозваний.

## Демографія
Населення за роками:

Станом на 1 січня 2023 року в муніципалітеті офіційно проживало 68 іноземців з 15 країн, серед них 26 громадян країн Євросоюзу та 2 громадяни України.

## Сусідні муніципалітети
- Карбонія
- Іглезіас
- Портоскузо